# 华雄
華雄（？—191年），或作葉雄，關西人，東漢末年武將，董卓麾下將領，按正史《三国志》记载，他被孫堅斩殺，但因《三国演义》中记为关羽并留下“关羽温酒斩华雄”的典故而为后人所铭记。

## 事蹟
据《三國志》记载，孫堅參與討伐董卓之役时，為徐荣擊敗、逃跑，後來收拾敗軍，在阳人進行戲劇性的大反擊，大破董卓军，并將華雄擊敗枭首。此外《资治通鉴》裡亦有孫堅将華雄枭首的记载。

### 本名爭議
在《三国志·吴书一·孙破虏讨逆传第一》裡名字寫作華雄。而据潘眉根据《广韵》的记载，认为宋朝时《三国志》版本中为“都尉叶雄”，应该依照《广韵》更改，赵幼文也引用《通志·氏族略》的记载支持这种说法，胡三省《资治通鉴音注》亦记为“都尉叶雄”，但也曾在《资治通鉴·卷第六十》“轸与布不相得，坚出击，大破之，枭其都督华雄。”中注“枭，古尧反。华，户化反。”吴金华认为是受到元代以来小说的影响，才在南宋以后由叶雄讹误为华雄。

### 民間形象
在《三國演義》中，對華雄這個角色有較多的發揮，描寫華雄為董卓的猛將，自薦抵抗山東地區反對董卓的諸侯聯軍於汜水關前，他先後斬殺濟北相鮑信之弟鮑忠、孫堅部將祖茂、以及袁術部將俞涉和韓馥手下潘鳳等人，最後關東聯軍派出關羽與之一對一決鬥而被殺。《斬華雄》也成為京劇中的一齣著名的劇目。

## 作品形象

### 動漫
- 《三国演义_(动画)》（中日合拍）
- 《橫山光輝三國志》（橫山光輝）
- 《蒼天航路》（王欣太）
- 《火鳳燎原》（陳某）

### 影视
- 中國中央電視台電視劇《三國演義》（1994年）：王宝奇
- 台灣華視電視劇《三國英雄傳之關公》（1996年）：黄仲裕
- 中国中央电视台电视剧《武圣关公》（2004年）：张茂林
- 八大電視《終極三國》（2009年）：余秉諺
- 中國電視劇《三国》（2010年）：丁肖楠
- 电视剧《武神赵子龙》（2016年）：徐冲
- 網路剧《終極三國2017》（2017年）：張藝瀧
- 香港和中國大陸合拍電影《真·三國無雙》（2021年）：晉松

### 遊戲
- 《三國殺Online》（2008年）
- 《真‧三國無雙Blast》（2014年）
- 《真·三国無雙8》（2018年）（配音：太田健介）